# Монумент Слави (Рівне)
Монумент Вічної Слави — великий архітектурно-скульптурний комплекс в місті Рівне, який включає в себе парк Перемоги, алею "Пам'яті", пагорб з пілоном-обеліском і скульптурною композицією та виставкову ділянку з військовою технікою під відкритим небом.

## Історія встановлення
Монумент Вічної Слави встановлено до 40-річчя Перемоги у Великій Вітчизняній Війні згідно постанови ЦК КП України і Ради міністрів УРСР від 14 лютого 1957 р. № 87.
9 травня 1985 р. було відкрито даний пам'ятник. Проект монумента затверджено постановою Ради Міністрів УРСР від 11 серпня 1980 р. за номером 471.

## Опис об'єкта
Монумент встановлено на вершині пагорба, до якого веде широка двостороння алея, яка переходить у десятимаршеві сходи. Основа архітектурно-скульптурної композиції - гранітний пілон-обеліск, який формою нагадує прапор. Біля підніжжя обеліска на низькому плінті встановлені бронзові фігури партизана, бійця Червоної армії і дівчинки, яка пригортається до нього, що є символом звільнення від загарбника Рівненщини, мир та життя.
Скульптурна група і обеліск розташовані на подіумі-трибуні, вертикальна площина якої несе тематичне навантаження: на ній розміщений багатофігурний горельєф на військову тематику. Сюжетна композиція горельєфу умовно поділяється на 3 частини: клятва, наступ, визволення. Під скульптурною групою напис:
```
                  
"СЛАВА ГЕРОЯМ   1941-1945" (змінено на 1939-1945)
```

За монументом розташована ділянка з виставкою військової техніки, а саме: ІСУ-152, СУ-100, ІС-3, 76-мм дивізійна гармата, гаубиці 122-мм і 203-мм.
На сьогоднішній день втрачено дві одиниці техніки з виставкової ділянки. а саме: літак-винищувач-бомбардувальник СУ-7МБ та 160-мм міномет.
26.04.2024 року бронзові фігури партизана, бійця Червоної армії і дівчинки, яка пригортається до нього були демонтовані у зв'язку з проетком декомунізації.